# Ikes ragozás
Az ikes ragozás egy, az irodalmi nyelvre jellemző, visszaszorulóban lévő igeragozási típus a magyar nyelvben az alanyi (általános) és a tárgyas (határozott) ragozás mellett, amely a jelen idejű egyes számú alakokban, mindhárom igemódban érvényesül. Az igéknek azt az ‑ik végződésű csoportját, amelyre kiterjed, ikes igéknek nevezzük.

## Kialakulása
Az ikes ragozás az ősmagyar nyelvben jött létre eredetileg azzal a céllal, hogy a tárgyat (illetve a cselekvés célpontját) egyértelműen megkülönböztesse az alanytól (a cselekvés végzőjétől). Az ősmagyar kor elején ugyanis elsősorban az alapnyelvi SOV (alany–tárgy–állítmány) szórend jelölte a tárgyat, és a tárgyragot csak a határozott tárgynál tették ki (a határozott (tárgyas) ragozás sem létezett még ekkor). Ha azonban a szórend felborult, vagy az alany, ill. a tárgy elmaradt, máris kétértelműség támadhatott, s ennek elkerülésére jöhetett létre egy azóta átmenetinek bizonyult, elcsökevényesedett ragozás, az ikes ragozás, amelynek eredetileg a mediális, történést kifejező igenemként működött: ez a tör–törik párnál mind a mai napig jól megfigyelhető. A mediális ige ugyanis már önmagában arra utal, akivel/amivel történik valami (tehát ami eredetileg tárgy volt), így egyértelművé teszi, hogy nincs szükség mellette tárgyra.
Erre a grammatikai szerkezet átértékelődésével kerülhetett sor:
| Mondat            | Elemzés | Mai jelentése          | Megjegyzés |
| ----------------- | ------- | ---------------------- | --- |
| Emberek fa törik. | SOV     | „Emberek törik a fát.” | Az eredeti mondat; a tárgy jelöletlen. (A névelő csak jóval később jelent meg.)                                    |
| Fa törik.         | OV      | „[Ők] törik a fát.”    | Az alany nincs említve, és a tárgy kétértelművé válik.                                                             |
| Fa törik.         | SV      | „Törik a fa.”          | Az ige a Víz fagy, Hó hull stb. mondatok mintájára mediálisként értelmeződik újra, a tárgy pedig ennek alanyaként. |

Az ikes ragozás időközben elvesztette eredeti szerepét, funkcióját, mivel elterjedt a tárgy teljes jelöltsége, és szétvált az általános és határozott igeragozás. Bár az írók a 17. századig aránylag következetesen használták, és a nyelvtanírók is rendszeresen megkülönböztették ennek alakjait, a félbemaradt ragozás lassú pusztulását nem lehetett megállítani.
A nyelv jelenlegi állapotában az ikes igék átvették azt a szerepet, amelynél a cselekvő (az alany) jelöletlen, mert felesleges, ismeretlen vagy lényegtelen. Ilyen az eszik: felesleges jelölni a cselekvő személyét és a cselekvés tárgyát is. Ilyenek a személytelen igék, amelyek ismertetőjele, hogy csak egyes szám harmadik személyben használjuk (esteledik, esik, hajnalodik, harmatozik, illatozik, illik [illendő értelemben], kerekedik [felhő], múlik, pitymallik, sötétedik). Ezek a szavak egyéb mondatrész alkalmazása nélkül is önálló mondatként használhatóak.  
.
Az ikes ragozás visszaszorulása mellett az igetípusok maguk is összekavarodtak: nemcsak egyes ikes igéket használtak iktelenül (pl. búvik ~ búv, rohanik ~ rohan, pökik ~ pök), bizonyos iktelen igéket is elkezdtek ikesen ragozni (pl. szök > szökik, fekszen > fekszik, fesel > feslik). Míg eredetileg az ‑l rag (pl. eszel) kifejezetten az ikes ragozáshoz tartozott, a szerzők egyre inkább használni kezdték s/sz tövű igéknél az eredeti ‑sz rag helyett is (feltehetőleg a két hasonló hang elkerülésére): nézesz helyett nézel, olvassz helyett olvasol, sőt másfajta igéknél is, amelyeknél időközben eltűnt: hívsz, látsz helyett hívol, látol. Mára lényegében kialakult az új rendszer, miszerint az s/sz/z/dz végű igék többnyire ezt a ragot használják.

## Fajtái
Balázs Géza Nyelvhelyességi lexikonjában az alábbi típusokat különbözteti meg:
1. Tiszta, szabályos, állandó: az ige egyes számú személyragjai sorrendben: ‑m, ‑l, ‑ik;  például tetszem, tetszel, tetszik;  eszem, eszel, eszik;  alszom, alszol, alszik; nyugszom, nyugszol, nyugszik; iszom, iszol, iszik;  dolgozom, dolgozol, dolgozik;  fogódzom, fogódzol, fogódzik stb.
2. Ingadozó: az ige egyes számú személyragjai sorrendben: ‑m vagy -k;  ‑l vagy ‑sz;  -ik;  például álmodozik, botlik, ébredezik, költözik, lakik, mérkőzik, távozik, ugrik, utazik, vágyik.
3. Álikes: csak a 3. személyben ikes, például akadozik, bomlik, bújik, egerészik, érik, folyik, gyűlik, hazudik, hullik, illik, kopik, mászik, megjelenik, múlik, nyílik, ömlik, születik, (meg)szűnik, telik, tojik, törik, tűnik, válik, züllik. (Ezek közül nem mindegyik használatos egyes szám első személyben.) Ide sorolhatók a főnevekből képzett, újabb ikes igék is, pl. biciklizik, mobilozik, számítógépezik.
  - Analógiás hatásra más személyben is megjelenhet, például hazudsz helyett hazudol, ez azonban szükségtelen, hiszen itt nem valódi ikes igéről van szó; Vörösmarty például még iktelenül használta ezt az igét: „Jókedvet és ifjuságot hazud” (Előszó).
4. Ingadozó álikes: még a 3. személyben is lehet iktelen, például egerész(ik), heverész(ik), akadoz(ik), bomol/bomlik, tündököl/tündöklik.
5. Ikesedés: ‑s, ‑sz, ‑z, ‑dz végű igék egyes szám 2. személyben ‑l végződést kapnak: mosol, teszel, hiszel, nézel, edzel.
  - Az ‑l rag más végződésű igéknél csak nem standard nyelvhasználatban fordul elő, például adol, kapol, fogol, sütöl, a standard nyelvben adsz, kapsz, fogsz, sütsz. Ugyanígy, olykor az ikes ragozásra jellemző ‑m is előfordul iktelen igéknél, például beszállhatom, haladjam, edzem – a javasolt alak: beszállhatok, haladjak, edzek, hiszen a beszáll, halad, edz nem ikes igék.

Fontos tehát felismerni, hogy az ‑ik megléte még nem garancia arra, hogy valódi ikes igével állunk szemben. A megjelenik igénél például kifejezetten furcsán hatna egyes szám 1. személyben az ‑m végződés használata („megjelenem”), a megjelenek azonban minden téren tökéletesen megfelelő. Az ikes ragozás következetes használata elsősorban a tiszta ikes igéknél ajánlott (1. csoport). Az iktelen igék (pl. áll) ikesként való ragozása (pl. álljék) a köznyelvben kerülendő (javasolt alak: álljon).

## Az ikes ragozás
A tisztán ikes igék eredeti ragozása:

### Igemód
| alanyi ragozás | Első személy | Második személy | Harmadik személy |
| -------------- | ------------ | --------------- | ---------------- |
| Kijelentő mód  | eszem        | eszel           | eszik            |
| Felszólító mód | egyem (*)    | egyél           | egyék (*)        |
| Feltételes mód | enném (*)    | ennél           | ennék (*)        |

A csillaggal jelölt alakok ma már az irodalmi nyelvben sem jellemzőek: egyem helyett egyek, egyék helyett egyen, enném helyett ennék, ennék helyett pedig enne használatos. Az ikes ragozás tehát az irodalmi nyelvben a kijelentő mód első és harmadik személyben őrződött meg némely igéknél, egyes szavaknál a felszólító módban is használatos (pl. szíveskedjék), a feltételes módból azonban gyakorlatilag kiveszett. A köznyelvben főként csak kijelentő módban és az igék egy szűkebb körénél használatos.
Megjegyzés: az alábbi táblázatban a jelen idejű, egyes számú, általános (alanyi) ragozású alakok szerepelnek. (Érdemes megjegyezni, hogy eredetileg az enném, hazudnám, dolgoznám alakok is mindkét értelemben használhatók voltak, tehát például Enném egy keveset.) Ahol egy cellában két alak van, ott az első a hagyományos, eredeti alak, a második a ma terjedőben lévő ragozás.
|                | Tisztán ikes igék | Tisztán ikes igék | Nem tisztán ikes igék | Nem tisztán ikes igék | Iktelen igék (összevetésként) | Iktelen igék (összevetésként) |
|                | S/sz/z/dz tövű    | Nem ilyen         | S/sz/z/dz tövű        | Nem ilyen             | S/sz/z/dz tövű                | Nem ilyen                     |
| -------------- | ----------------- | ----------------- | --------------------- | --------------------- | ----------------------------- | ----------------------------- |
| Kijelentő mód  | eszem (eszek)     | lakom (lakok)     | akadozok              | hazudok               | olvasok                       | írok                          |
| Kijelentő mód  | eszel             | (lakol) laksz     | akadozol              | hazudsz               | olvasol                       | írsz                          |
| Kijelentő mód  | eszik             | lakik             | akadozik              | hazudik               | olvas                         | ír                            |
| Felszólító mód | (egyem) egyek     | (lakjam) lakjak   | akadozzak             | hazudjak              | olvassak                      | írjak                         |
| Felszólító mód | egyél             | lakj[ál]          | akadozz[ál]           | hazudj[ál]            | olvass[ál]                    | írj[ál]                       |
| Felszólító mód | (egyék) egyen     | (lakjék) lakjon   | akadozzon             | hazudjon              | olvasson                      | írjon                         |
| Feltételes mód | (enném) ennék     | (laknám) laknék   | akadoznék             | hazudnék              | olvasnék                      | írnék                         |
| Feltételes mód | ennél             | laknál            | akadoznál             | hazudnál              | olvasnál                      | írnál                         |
| Feltételes mód | (ennék) enne      | (laknék) lakna    | akadozna              | hazudna               | olvasna                       | írna                          |

### Igeidők
Az ikes igék ragozása a jelen idejű alakoknál tér el a többitől. A köznyelvi beszélőt az téveszti meg, hogy az ikes igék legtöbbje tárgyatlan (alanyi) ragozású, ám egyes szám első személyben emlékeztet a tárgyas igeragozásra (eszem, iszom, alszom). A Langenscheidt csupán a tárgyatlan igeragozásról tud. Az ik végződés szabályosan megjelenik még az elbeszélő múltban (imperfectum), más igeidőben való megjelenésére csupán a Károli Bibliában előforduló vétkezendik (Ezékiel 33:12), ejéndel (1Móz 2:17) stb. (befejezett jövő idő; futurum perfectum) példák ismertek.
Langenscheidt alapján néhány élő és néhány kihalt igeidő:
| igemód                 | igeidő                  | egyes szám | egyes szám | egyes szám | többes szám | többes szám  | többes szám |
| általános („alanyi”)   | személy                 | 1.         | 2.         | 3.         | 1.          | 2.           | 3.          |
| indicativus            | praesens                | eszem      | eszel      | eszik      | eszünk      | esztek       | esznek      |
|                        | praeteritum             | ettem      | ettél      | evett      | ettünk      | ettetek      | ettek       |
|                        | imperfectum             | evék       | evél       | evék(*eve) | evénk       | evétek       | evének      |
|                        | praeteritum imperfectum | eszem vala | eszel vala | eszik vala | eszünk vala | esztek vala  | esznek vala |
|                        | plusquamperfectum       | ettem vala | ettél vala | evett vala | ettünk vala | ettetek vala | ettek vala  |
|                        | futurum perfectum       | evéndek    | evéndel    | evéndik    | evéndünk    | evéndetek    | evéndenek   |
| imperativus            | praesens                | egyem      | egyél      | egyék      | együnk      | egyetek      | egyenek     |
| conditionalis          | praesens                | enném      | ennél      | ennék      | ennénk      | ennétek      | ennének     |
|                        |                         |            |            |            |             |              |             |
| határozott („tárgyas”) | praesens                | eszem      | eszed      | eszi       | esszük      | eszitek      | eszik       |
|                        | praeteritum             | ettem      | etted      | ette       | ettük       | ettétek      | ették       |
|                        | imperfectum             | evém       | evéd       | evé        | evénk       | evétek       | evék        |
|                        |                         |            |            |            |             |              |             |
| participium            |                         | evő        | evett      | evendő     |             |              |             |
| adverbium              |                         | éve        | evén       |            |             |              |             |

### Rendhagyó jelenségek
Az ikes ige és az ikes igeragozás két egymástól eltérő dolog. Tekintsünk néhány részletet Jósika Miklós: Abafi című regényéből (elbeszélő múlt).
A kettőzött remegés körülfogá rémképeivel az öreg keblét, s kínos fájdalom hata szívére.
Az öreg leírhatatlan rémületben állott, nem tuda szólni.
Két tárgyatlan ragozású igét látunk. Az ikes igeragozást egyértelműen jelzi, hogy az egyes szám második személy l (el) ragra végződik.
haték hatál hata
tudék tudál tuda
(tudám tudád tudá) tárgyas ragozással, a jobb megkülönböztetés kedvéért
További példa az Ó-magyar Mária siralomból:
Volék sirolm tudotlon.
Íme, természetesen a létige is felveheti ezt az alakot:
valék valál vala

### Határozott és határozatlan tárgy
Tekintsük a következő példákat:
- Almát mosok; almát mosol (határozatlan tárgy)
- Mosom az almát; mosod az almát (határozott tárgy)
- Mosakszom, mosakszol (ikes ige; visszaható)

Határozatlan tárgy esetében az egyes szám második személy az ikes igére jellemző -l végződést veszi fel. 

## Külső hivatkozások
- Az ikes igék értelme (Nádasdy Ádám, MaNcs, 2002. december 12.)
- Néhány szó az ikes ragozásról – Szívesen aggódnánk, ha lenne min (Kálmán László, Nyest, 2010. december 28.)
- Az ikes ragozás története (Nyelvészeti füzetek, Különnyomat a Magyar Nyelvőrből), Simonyi Zsigmond tanulmánya (1906)
- Ikes ragozás – az öt fő példasor bemutatása példákkal (E-nyelv.hu)
- Kalcsó Gyula: Mit tanítsunk az ikes ragozásról? (Anyanyelv-pedagógia, 2010/3.)
- Lévai Zoltán: Az „ikes” igékről (Édes Anyanyelvünk, 2007/5., 4. o.)
- Ikes ige – ikes iga